# Цветне есенције
Цветне есенције добијају се из цветова зељастих и дрвенастих биљака. Припремају се у води, а чувају уалкохолу. Употребљавају се због могућности терапијског деловања на ум и дух, а верује се да могу помоћи у промени душевног стања и поновном успостављању емоционалне равнотеже. Због неагресивног деловања – нису забележена нежељена дејства – важе као идеална допуна другим начинима лечења.
Први који је почео са прављењем цветних есенција је био Едвард Бах бактериолог и патолог који је тридесетих година прослог века радио у Велс (Аустрија). Бах је дошао до закључка да је болест код човека чсто симптом дубље неуравнотежености у самој особи и њеном емоционалном животу. Веровао је да цвеће има моћ ублажавања душевног стреса, па се ослонио на интуицију и на самом себи испробао низ препарата истражујући тако терапијско дејство разног цвећа. 
За почетак је направио дванаест цветних есенција и назвао их дванаест исцелитеља. Потом је направио још 26 лекова, укупно 38 препарата. За сваку есенцију се трвди да помаже при отклањању неке непријатне емоције, као што су страх, нестрпљење, брига. Бах је лекове припремао у облику течности како би се лако мешали ради третмана прилагођеног појединцу. Током последњих деценија људи широм света преуѕели су Бахове замисли у изради нових препарата са цветном основом, повећавајучћи тако број есенција и комбинација лекова доступних за употребу. 

## Обратите се стручњаку
Практичар ће се ослонити на све врсте цветних есенција да би направио мешавину прилагођену конкретном пацијенту. Есенције које описују нецију личност називају се 'типске', док се оне које описују неко расположење називају 'есенције расположења' или помоћне есенције. Обично се преписује мешавина у коју су укључене обе врсте есенција. На пример, обично ауторитативној особи која осећа стрепњу јер мора да одржи говор на нечијој свадби може се као типска есенција прописати Винова лоза, а Мимулус као помоћна.
За једноставније проблеме може бити довољна само једна есенција. Они који се лече биљним есенцијама не залазе предубоко у скривене узроке неког психичког стања. Уместо тога, непријатне емоције које су се у некоме нагомилале током година разрешавају се полако, слој по слој. Практичари се већином држе онога што се налази на површини, а есенцијама препуштају да делују на тренутно најистакнутији проблем, оним редом којим се појављују. Увек питајте лекара за мишљење у вези са било којим симптомом који вас брине. Биљне есенције се у већој мери од осталих терапија сматрају допуном лечења. Не одузимају времена конвенционалној бризи за здравствено стање пацијента, већ су усмерене на то, да човеку помогну у ношењу с прикривеним емоционалним тегобама, које су можда узрок његовог стања или га додатно отежавају.

## Кућна примена терапије
Са цветним есенцијама смете слободно да експериментишете, јер вам избор погрешне есенције неће нимало нашкодити. Уколико негде запнете или вам се догоди да током три недеље узимате сопствени избор есенција без икаквог побољшања, посаветујте се са стручњаком.
При избору цветне есенције за личну употребу не журите, већ прво размислите о томе како се осећате па та осећања повежите са есенцијама. Можете употребити и до седам есенција истовремено. Ако намеравате да трајно и редовно употребљавате цветне есенције, размислите о набавци приручника у којем ћете наћи све детаље о сваком леку.
Број цветних есенција је изузетно велик, јер поред Бахових, користе се и калифорнијске и балканске есенције. Неке од њих су, Ирис (биљка), Купина, Јагода.

## Концентрати Бахових цветова
Концентрати Бахових цветова су 38 хомеопатски слично припремљених цветних садржаја, од дивљих цветова, трава и дрвећа, који се узимају у индивидуалној мешавини. Бах је свесно бирао биљке које се не употребљавају као храна, и које се не користе у традиционалној медицини. Њихови цветови не садрже отрове.